# T.R. Knight
T.R. Knight (Minneapolis, Minnesota, 26. ožujka 1973.) je američki glumac. Najpoznatiji je po ulozi Georgea O. Malleya u TV seriji "Uvod u anatomiju".